# 테우메소스의 여우
테우메소스의 여우(고대 그리스어: Τευμησσία ἀλώπηξ 테우메스시아 알로펙스[*])는 그리스 신화에 나오는 거대한 여우다. 신들이 테베를 벌하기 위해 내려보내 테베의 어린이들을 잡아먹게 했으며, 절대 잡히지 않는 운명을 받았다. 테베의 섭정 크레온이 암피트리온을 보내 이 여우를 잡게 했는데, 암피트리온은 모든 것을 잡을 수 있는 운명의 사냥개 라엘랍스를 풀어 여우를 쫓았다. 절대 잡히지 않는 여우와 무조건 잡는 개가 추격전을 벌이는 모순에 당면한 제우스는 두 짐승을 모두 돌로 만들어 버렸다.